# 馬利利亞體育會
馬利利亞體育會（葡萄牙語：Marília Atlético Clube），簡稱馬利利亞（Marília），是一支位于巴西聖保羅州马里利亚的足球會，成立於1942年12月14日，在巴保聯作賽。他們的主場本托·阿布雷乌球场能容納18.000人，他們穿淺藍球衣和白褲白襪。